# Août 1828

## Événements
- Expédition française en Morée (1828-1829) de Maison. Il en occupe les place fortes et ne perd que 43 hommes.

- 6 août : Mehemet Ali, khédive d'Égypte, accepte les demandes franco-britanniques en vue d'une évacuation des troupes égyptienne de la Grèce. L’Égypte rompt son alliance avec la Porte.
- 20 août : au Bengale, le raja Rammohun Roy fonde le Brahmo Samaj, mouvement religieux nationaliste tentant d’adapter la culture hindoue aux idées modernes.
- 24 août : la Compagnie néerlandaise des Indes orientales prend possession de la moitié ouest de la Nouvelle-Guinée.
- 27 août : traité de Rio de Janeiro. Indépendance de la République de l’Uruguay. Enjeu de la rivalité entre le Brésil et l’Argentine, l’Uruguay doit son indépendance au Royaume-Uni qui désire créer un État tampon entre les deux puissances.

## Naissances
- 15 août : Albert de Balleroy, peintre français († 19 août 1872).
- 27 août : Ernest Pascal (mort le 29 mars 1888), préfet et homme politique français

## Décès
- 8 août : Carl Peter Thunberg (né en 1743), naturaliste suédois.
- 22 août : Franz Joseph Gall (né en 1758), médecin allemand, considéré comme le père fondateur de la phrénologie.
- 27 août : 
  - Eise Eisinga (né en 1744), astronome amateur néerlandais.
  - Albert ten Broeke Hoekstra (né le 18 février 1765), linguiste et littérateur néerlandais, né à Holwerd en 1765, mort à Amsterdam en 1828, orangiste déclaré, a été avocat à la Cour de Frise avant de fuir en Frise orientale où il fut appelé aux responsabilités dans la commune de Westdongeradeel